# Sistema de clasificación de zonas de vida de Holdridge

Sistema de clasificación de zonas de vida de Holdridge. Aunque concebido en 3-D por su formulador, suele mostrarse en un arreglo en Dado de hexágonos en un marco triangular.

El sistema de zonas de vida Holdridge (en inglés, Holdridge life zones system) es un esquema para la clasificación de las diferentes áreas terrestres según su comportamiento global bioclimático. Fue desarrollado por el botánico y climatólogo estadounidense Leslie Holdridge (1907-99) y fue publicado por vez primera en 1947 (con el título de Determination of World Plant Formations from Simple Climatic Data) y posteriormente actualizado en 1971 (Life Zone Ecology).
Las zonas de vida es una división mayor de la superficie terrestre, un antecedente de los actuales biomas.

## El Sistema de Holdridge
Leslie Holdridge hizo uso primero de un «Sistema Simple para la Clasificación de las Formaciones Vegetales del Mundo», que luego amplió para cambiar el concepto de formaciones vegetales por el de zonas de vida, ya que sus unidades no solo afectaban a la vegetación sino también a los animales y, en general, cada zona de vida representa un hábitat distintivo desde el punto de vista ecológico y en consecuencia un estilo de vida diferente.
Holdridge, en 1971, definió el concepto zona de vida del siguiente modo: «Una zona de vida es un grupo de asociaciones vegetales dentro de una división natural del clima, que se hacen teniendo en cuenta las condiciones edáficas y las etapas de sucesión, y que tienen una fisonomía similar en cualquier parte del mundo». Esas asociaciones definen un ámbito de condiciones ambientales, que junto con los seres vivientes, dan un conjunto único de fisonomía de las plantas y actividad de los animales; aunque es posible establecer muchas combinaciones, las asociaciones se pueden agrupar en cuatro clases básicas: climáticas, edáficas, atmosféricas e hídricas. Las asociaciones climáticas ocurren cuando tanto la precipitación y su distribución mensual como la biotemperatura son normales para la zona de vida, no hay aberraciones atmosféricas como vientos fuertes o neblinas frecuentes, y el suelo es la categoría zonal; las edáficas se dan cuando las condiciones del suelo son más favorables (o menos favorables) que el suelo normal (suelo zonal) para la zona de vida; las atmosféricas aparecen en donde el clima se aparta de lo normal para el sitio; las hídricas ocurren en terrenos encharcados, donde el suelo está cubierto de agua durante todo el año o parte de este.
Es un sistema relativamente simple, basado en unos pocos datos empíricos que proporciona criterios objetivos para la delimitación de zonas. Un supuesto básico del sistema es que tanto los tipos de suelo como la vegetación clímax pueden delimitarse una vez que se conoce el clima.
Holdridge, que había realizado varios estudios en países del trópico americano entre 1939 y 1946, estaba al tanto de los fallidos intentos europeos de establecer un sistema de clasificación ecológica mundial que hiciese uso de la bien conocida relación entre el clima y la vegetación. Holdridge explicó que él tuvo la fortuna de trabajar en América donde el patrón climático era normal —a diferencia de los investigadores europeos que trabajaban en Europa (y que cuando analizaban las zonas climáticas y se acercaban al sur se encontraban con la alteración que provocaba el Mediterráneo) o en Asia, donde encontraban los climas monzónicos— y en zonas boscosas de montaña del trópico, donde los cambios bioclimáticos son abruptos y suceden a muy cortas distancias.
Diseñado en principio para ser aplicado en áreas tropicales y subtropicales, el sistema se aplica ahora globalmente y proporciona buenos resultados en zonas de vegetación tropical, mediterránea y boreal, aunque es menos aplicable a zonas de climas oceánicos fríos o áridos fríos, donde la humedad se convierte en un factor determinante. El sistema ha encontrado un buen uso en valorar los posibles cambios en los patrones naturales de la vegetación debidos al calentamiento global.
El sistema de Holdridge hace uso de las biotemperaturas en lugar de los sesgos de las zonas de vida en las latitudes templadas del sistema de Merriam y en principio no considera la elevación. El sistema de Holdridge se considera más apropiado a las complejidades de la vegetación tropical que el sistema de Merriam.

## Bases del sistema
El sistema se basa en la fisonomía o apariencia de la vegetación y no en la composición florística. Los principales factores que tiene en cuenta para la clasificación de una región son la biotemperatura y la precipitación: los límites de las zonas de vida están definidos por los valores medios anuales de dichos componentes.
El sistema se basa en los siguientes parámetros principales:

### Biotemperatura
La biotemperatura media anual (en escala logarítmica). En general, se estima que el crecimiento vegetativo de las plantas sucede en un rango de temperaturas entre los 0 °C y los 30 °C, de modo que la biotemperatura es una temperatura atmosférica corregida que depende de la propia temperatura y de la duración de la estación de crecimiento, y en el que las temperaturas por debajo de la de congelación se toman siempre como 0 °C, ya que las plantas se aletargan a esas temperaturas. La biotemperatura media anual determina las siguientes zonas térmicas:
| Regiones latitudinales | Biotemperatura | Pisos altitudinales |
| ---------------------- | -------------- | ------------------- |
| Polar (glacial)        | 0 a 1,5 °C     | Nival               |
| Subpolar (tundra)      | 1,5 a 3 °C     | Alpino              |
| Boreal                 | 3 a 6 °C       | Subalpino           |
| Templado frío          | 6 a 12 °C      | Montano             |
| Templado cálido        | 12 a 18 °C     | Montano bajo        |
| Subtropical            | 18 a 24 °C     | Premontano          |
| Tropical               | mayor de 24 °C | Basal               |

### Precipitación
La precipitación anual en mm, medida en escala logarítmica.

### Evapotranspiración potencial (EPT)
La evapotranspiración potencial es un concepto introducido por el climatólogo Charles Thornthwaite en 1948 que determina la cantidad de agua que se evapora en un ecosistema. Depende de la relación entre la evapotranspiración, la precipitación y la biotemperatura: a más calor hay más evapotranspiración, pero si aumenta la humedad ésta se reduce. Es un índice climático que determina las siguientes provincias de humedad dentro del sistema de Holdridge:
| Evapotranspiración potencial | Provincias de humedad  |
| ---------------------------- | ---------------------- |
| 0,125 a 0,25                 | Superhúmedo o pluvial  |
| 0,25 a 0,5                   | Perhúmedo o muy húmedo |
| 0,5 a 1                      | Húmedo                 |
| 1 a 2                        | Subhúmedo o seco       |
| 2 a 4                        | Semiárido              |
| 4 a 8                        | Árido                  |
| 8 a 16                       | Perárido               |
| 16 a 32                      | Superárido             |

Las principales innovaciones del sistema Holdridge fueron el análisis de los efectos del calor mediante la biotemperatura; el uso de progresiones logarítmicas para obtener cambios significativos en las unidades de vegetación natural; y la determinación de la relación directa entre la biotemperatura y la evapotranspiración potencial (humedad) y la relación entre la humedad y la evapotranspiración real (y en definitiva, entre la evapotranspiración real y la productividad biológica).

## Determinación de las zonas de vidas
Para determinar una «zona de vida» se deben de obtener primero la temperatura media y la precipitación total anuales y también disponer de la altitud del lugar y hacer uso de un diagrama de clasificación de zonas de vida.
Primero debe de determinarse la biotemperatura promedio anual, a partir de las temperaturas promedio mensuales, con las correcciones señaladas para los meses por debajo de cero y una corrección para los que superen los 24 °C en función de la latitud: tbio = t – [3 * grados latitud/100) * (t – 24)2] (donde t = es la temperatura media mensual y tbio = biotemperatura media mensual). 
Después, haciendo uso del diagrama, se debe de encontrar el punto donde se intercepten las líneas de biotemperatura y precipitación, que señala la pertenencia a un determinado hexágono, en el que están grafíados los nombres de la vegetación primaria que existe, o que debería existir si el medio no hubiese sido alterado, de modo que los nombres se refieren a la vegetación natural clímax que hay o que podría haber en el lugar determinado. Después se observa el piso altitudinal al que pertenece la zona de vida (a la derecha del diagrama) que está determinado por las diferencias en la biotemperatura. Por último, se obtiene la región latitudinal (en la escala vertical del lado izquierdo), cada una con un equivalente en el piso altitudinal del lado derecho del diagrama.
Cuando se representan en un mapa, las zonas de vida se señalan mediante un color y el uso de unas siglas, formadas por dos grupos de letras separadas por un guion: el primer grupo, en minúsculas, corresponde a las iniciales del nombre dado a la humedad el segundo, en mayúsculas, a la inicial de la biotemperatura; por ejemplo: bosque húmedo Tropical, se rotularía como bh-T.

## Clases de zonas de vida
Las clases definidas dentro del sistema de Holdridge, tal como las usa la IIASA (Organización internacional de investigación científica multidisciplinaria), se recogen en la siguiente Tabla.
|    | Denominación                      | Denominación (en inglés)    |
| -- | --------------------------------- | --------------------------- |
| 01 | Desierto polar                    | Polar desert                |
| 02 | Tundra seca                       | Subpolar dry tundra         |
| 03 | Tundra húmeda                     | Subpolar moist tundra       |
| 04 | Tundra muy húmeda                 | Subpolar wet tundra         |
| 05 | Tundra pluvial                    | Subpolar rain tundra        |
| 06 | Desierto boreal                   | Boreal desert               |
| 07 | Matorral boreal seco              | Boreal dry scrub            |
| 08 | Bosque boreal húmedo              | Boreal moist forest         |
| 09 | Bosque boreal muy húmedo          | Boreal wet forest           |
| 10 | Bosque boreal pluvial             | Boreal rain forest          |
| 11 | Desierto templado frío            | Cool temperate desert       |
| 12 | Matorral templado frío            | Cool temperate desert scrub |
| 13 | Estepa templada fría              | Cool temperate steppe       |
| 14 | Bosque húmedo templado frío       | Cool temperate moist forest |
| 15 | Bosque muy húmedo templado frío   | Cool temperate wet forest   |
| 16 | Bosque pluvial templado frío      | Cool temperate rain forest  |
| 17 | Desierto templado cálido          | Warm temperate desert       |
| 18 | Matorral xerófilo templado cálido | Warm temperate desert scrub |
| 19 | Matorral espinoso templado cálido | Warm temperate thorn scrub  |

|    | Denominación                      | Denominación (en inglés)    |
| -- | --------------------------------- | --------------------------- |
| 20 | Bosque seco templado cálido       | Warm temperate dry forest   |
| 21 | Bosque húmedo templado cálido     | Warm temperate moist forest |
| 22 | Bosque muy húmedo templado cálido | Warm temperate wet forest   |
| 23 | Bosque pluvial templado cálido    | Warm temperate rain forest  |
| 24 | Desierto subtropical              | Subtropical desert          |
| 25 | Matorral xerófilo subtropical     | Subtropical desert scrub    |
| 26 | Floresta espinosa subtropical     | Subtropical thorn woodland  |
| 27 | Bosque seco subtropical           | Subtropical dry forest      |
| 28 | Selva húmeda subtropical          | Subtropical moist forest    |
| 29 | Selva muy húmeda subtropical      | Subtropical wet forest      |
| 30 | Selva pluvial subtropical         | Subtropical rain forest     |
| 31 | Desierto tropical                 | Tropical desert             |
| 32 | Matorral xerófilo tropical        | Tropical desert scrub       |
| 33 | Floresta espinosa tropical        | Tropical thorn woodland     |
| 34 | Bosque muy seco tropical          | Tropical very dry forest    |
| 35 | Bosque seco tropical              | Tropical dry forest         |
| 36 | Selva húmeda tropical             | Tropical moist forest       |
| 37 | Selva muy húmeda tropical         | Tropical wet forest         |
| 38 | Selva pluvial tropical            | Tropical rain forest        |